# 삼나무에 내리는 눈
삼나무에 내리는 눈(Snow Falling On Cedars)은 미국에서 제작된 스콧 힉스 감독의 1999년 드라마 영화이다. 에단 호크 등이 주연으로 출연하였고 로널드 바스 등이 제작에 참여하였다.

## 출연

### 주연
- 에단 호크
- 제임스 크롬웰
- 리차드 젠킨스
- 제임스 레브혼
- 샘 쉐퍼드
- 에릭 덜
- 막스 폰 시도우

### 조연
- 쿠도 유키
- 릭윤

## 제작진
- 원작자: David Guterson
- 공동제작: 리처드 베인
- 사운드디자인: 랜디 돔
- 미술: 지닌 클로디아 오프월
- 의상: 르네 에를리히 칼푸스
- Ass-PD: 케리 헤이슨
- 배역: 데이빗 루빈